# Giornata internazionale della luce
La Giornata internazionale della luce si celebra ogni anno il 16 maggio. Il suo scopo, secondo l'UNESCO, è quello di rafforzare la cooperazione e sfruttare il suo potenziale per promuovere la pace e lo sviluppo. Le tecnologie basate sulla luce svolgono un ruolo importante nell'istruzione, nella scienza, nell'arte, nella cultura e nello sviluppo sostenibile, comunicazioni, energia e medicina. La celebrazione annuale è organizzata dall'UNESCO

## Storia
La prima celebrazione della Giornata Internazionale della Luce è stata organizzata dall'UNESCO il 16 maggio 2018, l'anniversario del giorno del 1960 in cui l'ingegnere e fisico Theodore Maiman lanciò con successo il primo laser.
La Giornata Internazionale della Luce ha seguito l'Anno Internazionale della Luce nel 2015. La Giornata è stata proposta da Ghana, Messico, Nuova Zelanda e Federazione Russa ed è stata sostenuta dal Comitato Esecutivo dell'UNESCO. La Conferenza Generale dell'UNESCO ha approvato la proposta nel novembre 2017.

## Scopo
Lo studio della luce e delle tecnologie basate sulla luce ci ha aiutato a trasformare il nostro mondo in modi straordinari. Le tecnologie basate sulla luce includono microscopi, macchine a raggi X, telescopi, macchine fotografiche, luci elettriche e schermi televisivi. La Giornata internazionale della luce ha lo scopo di promuovere la cooperazione scientifica e sfruttare il potenziale della scienza per favorire la pace e lo sviluppo sostenibile.